# Wawrzyniec z Przasnysza
Wawrzyniec z Przasnysza, zwany też Wawrzyniec Discordia, Laurentius de Prasnisch, Prasnitius, Prząśnicki (ur. ok. 1515 w Przasnyszu, zm. między 1566 a 1569 w Wysocicach) – kaznodzieja nadworny króla Zygmunta II Augusta, działacz reformacji polskiej.

## Życiorys
Pochodził z rodziny mieszczańskiej. Studiował na Akademii Krakowskiej. Prawdopodobnie w 1533 uzyskał tytuł bakałarza. Na uniwersytecie zainteresował się nowymi ideami religijnymi głoszonymi przez Jakuba z Iłży, jednego z pierwszych propagatorów luteranizmu w Polsce. W 1545 dzięki poparciu Mikołaja Radziwiłła Czarnego został kaznodzieją królewskim na dworze w Wilnie.
Wawrzyniec znał dobrze Pismo Święte i odznaczał się doskonałą wymową. Był jednak kłótliwego usposobienia, stąd nadano mu przydomek Discordia. Synod łęczycki w 1547 uznał go za heretyka, nakazał go zwolnić z zajmowanych stanowisk i przede wszystkim wydalić z dworu królewskiego. Discordia zatrzymał się na pewien czas w Grzebsku, następnie przebywał w Prusach Królewskich. Gdy zmuszony był opuścić zajmowane tam probostwo, wrócił i związał się z ruchem reformatorskim w Wielkopolsce, potem na Podlasiu, wreszcie w Małopolsce. W 1556 głosił kazania w Wieliczce. Wawrzyniec objął stanowisko ministra i zajął się pracą pisarską. W 1559 wydał dzieło O urzędzie zwierzchności i Naukę o prawdziwej i fałszywej pokucie z Pisma św. i doktorskiego wiernie zebrana przez Wawrzyńca z Przasznisza, sługę słowa bożego. Po raz ostatni w charakterze ministra w Wysocicach wystąpił na synodzie włodzisławskim w październiku 1566.